# Magyar európai parlamenti képviselők listája (2019–2024)
Az Európai Parlamentbe (EP) a 2019-es európai választásokon összesen 24 magyar nemzetiségű politikus jutott be: 21 Magyarországról, 2 Romániából és 1 Hollandiából. 15 képviselő az Európai Néppárt (Kereszténydemokraták), 6 a Szocialisták és Demokraták Progresszív Szövetsége, 2 az Újítsuk meg Európát frakciójában ül, 1 képviselő független.

## Hollandiából
| Név       | EP-frakció                                        | Küldő párt(ok) |
| --------- | ------------------------------------------------- | -------------- |
| Piri Kati | Szocialisták és Demokraták Progresszív Szövetsége | Munkáspárt     |

## Magyarországról
| Név                  | EP-frakció                                        | Küldő párt(ok)                                                  |
| -------------------- | ------------------------------------------------- | --------------------------------------------------------------- |
| Ara-Kovács Attila    | Szocialisták és Demokraták Progresszív Szövetsége | Demokratikus Koalíció                                           |
| Bocskor Andrea       | Európai Néppárt (Kereszténydemokraták)            | Fidesz – Magyar Polgári Szövetség – Kereszténydemokrata Néppárt |
| Cseh Katalin         | Újítsuk meg Európát                               | Momentum Mozgalom                                               |
| Deli Andor           | Európai Néppárt (Kereszténydemokraták)            | Fidesz – Magyar Polgári Szövetség – Kereszténydemokrata Néppárt |
| Deutsch Tamás        | Európai Néppárt (Kereszténydemokraták)            | Fidesz – Magyar Polgári Szövetség – Kereszténydemokrata Néppárt |
| Dobrev Klára         | Szocialisták és Demokraták Progresszív Szövetsége | Demokratikus Koalíció                                           |
| Donáth Anna Júlia    | Újítsuk meg Európát                               | Momentum Mozgalom                                               |
| Gál Kinga            | Európai Néppárt (Kereszténydemokraták)            | Fidesz – Magyar Polgári Szövetség – Kereszténydemokrata Néppárt |
| Gyöngyösi Márton     | Független                                         | Jobbik Magyarországért Mozgalom                                 |
| Győri Enikő          | Európai Néppárt (Kereszténydemokraták)            | Fidesz – Magyar Polgári Szövetség – Kereszténydemokrata Néppárt |
| Gyürk András         | Európai Néppárt (Kereszténydemokraták)            | Fidesz – Magyar Polgári Szövetség – Kereszténydemokrata Néppárt |
| Hidvéghi Balázs      | Európai Néppárt (Kereszténydemokraták)            | Fidesz – Magyar Polgári Szövetség – Kereszténydemokrata Néppárt |
| Hölvényi György      | Európai Néppárt (Kereszténydemokraták)            | Fidesz – Magyar Polgári Szövetség – Kereszténydemokrata Néppárt |
| Járóka Lívia         | Európai Néppárt (Kereszténydemokraták)            | Fidesz – Magyar Polgári Szövetség – Kereszténydemokrata Néppárt |
| Kósa Ádám            | Európai Néppárt (Kereszténydemokraták)            | Fidesz – Magyar Polgári Szövetség – Kereszténydemokrata Néppárt |
| Molnár Csaba         | Szocialisták és Demokraták Progresszív Szövetsége | Demokratikus Koalíció                                           |
| Rónai Sándor         | Szocialisták és Demokraták Progresszív Szövetsége | Demokratikus Koalíció                                           |
| Schaller-Baross Ernő | Európai Néppárt (Kereszténydemokraták)            | Fidesz – Magyar Polgári Szövetség – Kereszténydemokrata Néppárt |
| Tóth Edina           | Európai Néppárt (Kereszténydemokraták)            | Fidesz – Magyar Polgári Szövetség – Kereszténydemokrata Néppárt |
| Trócsányi László     | Európai Néppárt (Kereszténydemokraták)            | Fidesz – Magyar Polgári Szövetség – Kereszténydemokrata Néppárt |
| Ujhelyi István       | Szocialisták és Demokraták Progresszív Szövetsége | Magyar Szocialista Párt – Párbeszéd Magyarországért             |

### Nem töltötték ki mandátumukat
| Név           | Mandátum vége      | EP-frakció                             | Küldő párt |
| ------------- | ------------------ | -------------------------------------- | --- |
| Szájer József | 2020. december 31. | Európai Néppárt (Kereszténydemokraták) | Fidesz – Magyar Polgári Szövetség – Kereszténydemokrata Néppárt (2019. május 26. – 2020. december 2.) Független (2020. december 2. – 2020. december 31.) |

## Romániából
| Név           | EP-frakció                             | Küldő párt(ok)                      |
| ------------- | -------------------------------------- | ----------------------------------- |
| Vincze Loránt | Európai Néppárt (Kereszténydemokraták) | Romániai Magyar Demokrata Szövetség |
| Winkler Gyula | Európai Néppárt (Kereszténydemokraták) | Romániai Magyar Demokrata Szövetség |

## Lásd még
- Magyar európai parlamenti képviselők listája (2004–2009)
- Magyar európai parlamenti képviselők listája (2009–2014)
- Magyar európai parlamenti képviselők listája (2014–2019)